# Miguel's War
Miguel's War é um documentário de 2021 em coprodução internacional da Alemanha, Espanha e Líbano escrito e dirigido por Eliane Raheb. O filme segue a história de Michel Jleilaty, um homem homossexual do Líbano que viveu na Espanha já adulto sob o nome de Miguel Alonso, e ele revisita os traumas de infância que o fizeram querer fugir da sua terra natal.
O filme estreou no programa Panorama do 71º Festival Internacional de Cinema de Berlim, onde ganhou o Teddy Award de melhor longa-metragem com temática LGBTQ, e ficou em segundo lugar no Panorama Audience Award.